# Senador Sá
Senador Sá is een gemeente in de Braziliaanse deelstaat Ceará. De gemeente telt 6.669 inwoners (schatting 2009).
De gemeente grenst aan Granja, Marco, Massapê, Morrinhos, Marco, Martinópole, Uruoca en Moraújo.